# Uromyces salicorniae
Uromyces salicorniae är en svampart som först beskrevs av Augustin Pyrame de Candolle, och fick sitt nu gällande namn av de Bary 1870. Uromyces salicorniae ingår i släktet Uromyces och familjen Pucciniaceae.   Inga underarter finns listade i Catalogue of Life.